# Earl Hutto
Earl Dewitt Hutto (ur. 12 maja 1926 w Midland City, zm. 14 grudnia 2020 w Pensacola) – amerykański polityk, członek Partii Demokratycznej.

## Działalność polityczna
Od 1972 do 1976 zasiadał w stanowej Izbie Reprezentantów Florydy. W okresie od 3 stycznia 1979 do 3 stycznia 1995 przez osiem kadencji był przedstawicielem 1. okręgu wyborczego w stanie Floryda w Izbie Reprezentantów Stanów Zjednoczonych.